# Stachelschirmlinge
Die Einteilung der Lebewesen in Systematiken ist kontinuierlicher Gegenstand der Forschung. So existieren neben- und nacheinander verschiedene systematische Klassifikationen. 
Das hier behandelte Taxon ist durch neue Forschungen obsolet geworden oder ist aus anderen Gründen nicht Teil der in der deutschsprachigen Wikipedia dargestellten Systematik.

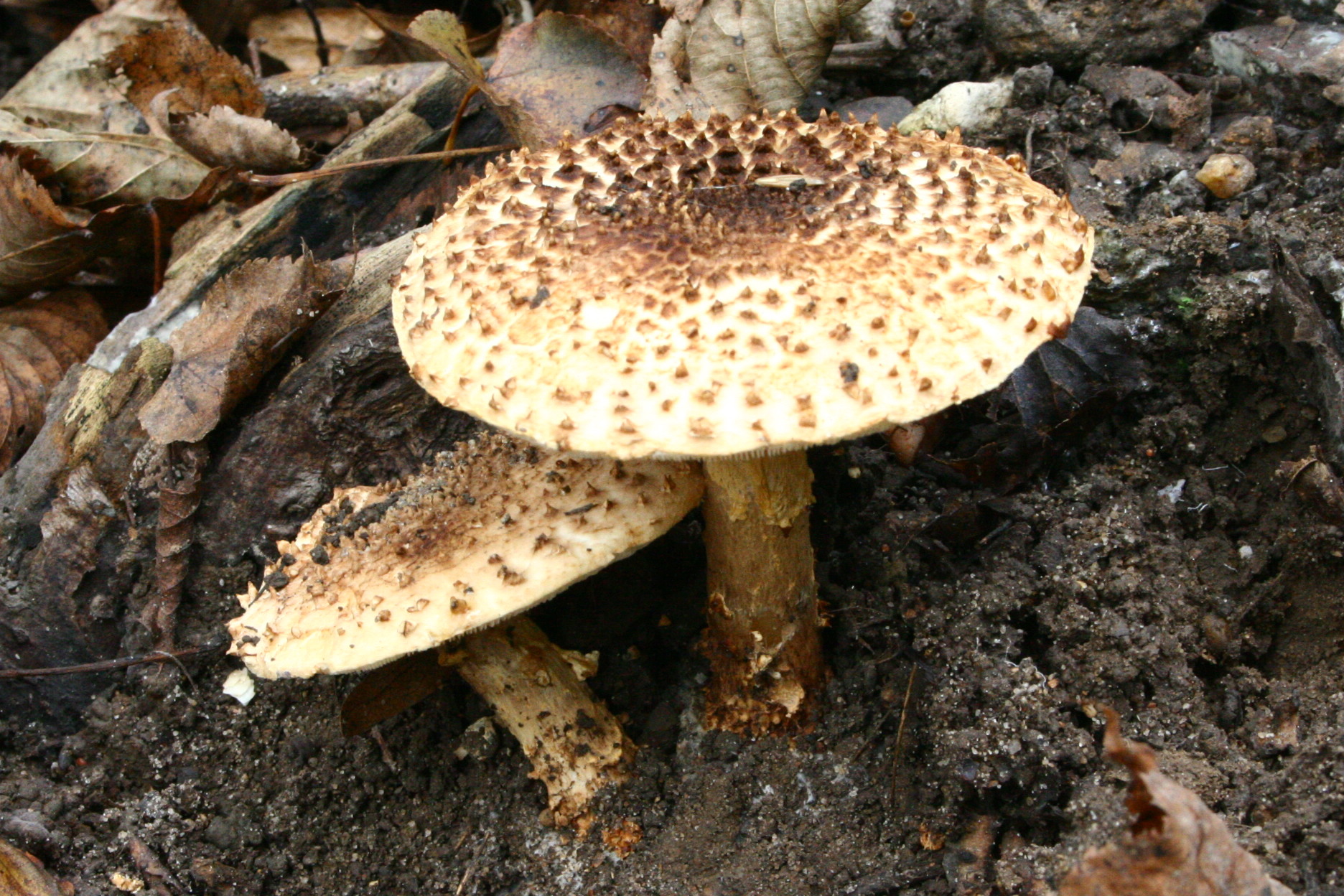
Spitzschuppiger Stachelschirmling
Lepiota aspera

Früher wurde eine Gruppe von Pilzarten aus der Gattung der Schirmlinge (Lepiota) in die Gattung Stachelschirmlinge (Echinoderma) ausgegliedert. Heute werden sie wieder den Schirmlingen zugeordnet.

## Merkmale
Die Stachelschirmlinge bilden kleine bis mittelgroße, in Hut und Stiel gegliederte Fruchtkörper. Der Hut ist mehr oder weniger breit glockenförmig. Die Hutoberfläche ist mit mehr oder weniger dauerhaften, flockigen oder dachziegel-, warzen- oder spitzkegelförmigen braunen Schüppchen bedeckt. Die Fruchtkörper zeigen meist rosa-, wein- bis dunkelbraune Farben. Der Stiel kann beringt oder ringlos sein. Die Lamellen stehen oft stark gedrängt und sind frei. Sowohl die Lamellen als auch das Sporenpulver sind weiß.
Im Gegensatz zu anderen Schirmlingen haben die Stachelschirmlinge eine andere Struktur der Huthaut und 2-kernige Sporen.

## Ökologie
Alle Arten der Gruppe sind erdbewohnende Saprobionten, die auf Wiesen, Ruderalplätzen, in Parks und Gärten und unter Gebüsch vorkommen.

## Arten
Die Gattung enthielt ungefähr 10 Arten, die in Europa und Nordamerika vorkommen. Der Spitzschuppige Stachel-Schirmling kann auch in Südamerika, Japan und Südamerika gefunden werden. In Europa sind folgende Arten verbreitet:
- Spitzschuppiger Stachelschirmling (Lepiota aspera)
- Purpurschuppiger Stachelschirmling (Lepiota bettinae)
- Boertmanns Stachelschirmling (Lepiota boertmannii)
- Kakaobrauner Stachelschirmling (Lepiota calcicola)
- Kleiner Stachelschirmling (Lepiota carinii)
- Igel-Stachelschirmling (Lepiota echinacea)
- Langes Stachelschirmling (Lepiota eriophorus)
- Kegelschuppiger Stachelschirmling (Lepiota hystrix)
- Ringloser Stachelschirmling (Lepiota perplexa)
- Kleinster Stachelschirmling (Lepiota pseudoasperulus)
- Ziegelrötlicher Stachelschirmling (Lepiota sinopicus)

## Bedeutung
Die Gruppe der Stachel-Schirmlinge kommen als Speisepilze nicht in Frage: Einige Arten sind giftig, andere ungenießbar.